# Hugo van Marchiennes
Hugo van Marchiennes (Doornik, 1102 of 1103 - Marchiennes, 11 juni 1158) was abt van de Abdij van Marchiennes van 1148 tot aan zijn dood. De geschiedschrijvers kwalificeren hem als een zalige. Zijn feestdag is op 11 juni.

## Levensloop

### Opleiding
Hugo werd geboren in Doornik en behoorde tot een rijke familie. Na eerst in zijn geboortestad school gelopen te hebben, werd hij samen met onder meer Wouter van Mortagne, de latere bisschop van Laon, naar Reims gezonden om er zijn studies verder te zetten. Zij kregen er les van aartsdiaken Alberik van Reims die later aartsbisschop van Bourges werd.
Ontevreden over de kwaliteit van het onderwijs stichtte een groep leerlingen een eigen school en Hugo werd er een leerling van Wouter van Mortagne. De school verhuisde na enige tijd naar Laon waar onder meer Robrecht van Brugge, die later abt van de Abdij Onze-Lieve-Vrouw Ten Duinen werd, zich vervoegde en lesgever werd. Tussen Hugo en Robrecht ontstond een hechte vriendschap.

### Abdijleven
Hugo verloor zijn vader op zijn twintigste en keerde op dat moment terug naar zijn geboortestad. Zijn moeder verdeelde de rijke nalatenschap tussen haar kinderen en hoopte dat Hugo als enige zoon in de voetsporen van zijn vader zou treden. Hij weigerde het ambt van zijn vader verder te zetten en werd benedictijnermonnik in de Sint-Maartensabdij van de stad. Deze beslissing veroorzaakte veel verdriet binnen zijn familie, vooral bij zijn moeder.
Vanaf 1123 verbleef Hugo in de abdij. In 1127 kon hij zijn moeder overtuigen om eveneens binnen te treden in een klooster. Zij ging naar de Sint-Amanduspriorij van Thourotte, een priorij die de Sint-Maartensabdij in haar bezit had in de buurt van Noyon.
Hugo zelf werd onderprior van het Sint-Eligiusklooster van Noyon en keerde terug naar de Sint-Maartensabdij van Doornik om er prior te worden. In 1148 benoemde paus Eugenius III de abt van de Abdij van Marchiennes tot bisschop. Daarop werd Hugo verkozen tot nieuwe abt van de abdij.
Tijdens zijn periode als abt werd het oudste gedeelte van de abdijkerk vanaf 1153 volledig heropgebouwd. De werken waren nog niet beëindigd toen Hugo in 1158 stierf na een ziekte.
De geschiedschrijvers kwalificeren hem als een zalige wegens zijn toegewijd leven. Zijn feestdag is op 11 juni.